# Galloromma
Galloromma is een geslacht van vliesvleugeligen uit de familie Gallorommatidae. De wetenschappelijke naam van dit geslacht is voor het eerst geldig gepubliceerd in 1978 door Schlüter.

## Soorten
Het geslacht Galloromma omvat de volgende soorten:
- Galloromma agapa (Kozlov & Rasnitsyn, 1979)
- Galloromma alavaensis Ortega-Blanco, Peñalver, Delclòs & Engel, 2011
- Galloromma bezonnaisensis Schlüter, 1978
- Galloromma kachinensis Engel & Grimaldi, 2007
- Galloromma turolensis Ortega-Blanco, Peñalver, Delclòs & Engel, 2011